# Bespieder van de Eerste Persoon
Bespieder van de Eerste Persoon is een boek van de Amerikaanse schrijver Sam Shepard dat in 2018 werd uitgegeven door uitgeverij Nobelman. Het betreft de Nederlandse vertaling door Roelien Plaatsman van Spy of the First Person dat in 2017 verscheen bij uitgeverij Alfred Knopf in New York. Het voorwoord van het boek is geschreven door een vriendin van Shepard, Patti Smith. Ook hielp zij Sam met het redigeren van het boek, aangezien hij tijdens het schrijven van dit boek al aan de ziekte ALS leed waar hij aan overleed.

## Geschiedenis
In 2016 is Sam Shepard begonnen met het schrijven van het boek. De eerste versie werd met de hand geschreven. Omdat Shepard ALS had, lukte typen niet meer. Op een gegeven moment bleek ook schrijven te zwaar te zijn en nam hij segmenten op met een geluidsrecorder. Uiteindelijk hielpen vrienden, zoals Patti Smith en familieleden hem met schrijven. Sam Shepard werkte tot vlak voor zijn overlijden op 27 juli 2017 aan zijn laatste boek.

## Samenvatting
Het is het laatste boek van acteur en schrijver Sam Shepard. Het deels autobiografische boek heeft hij in het laatste jaar voor zijn dood gedicteerd. Daarin vertelt hij vanuit een dubbel perspectief over een hoofdpersoon die door zijn aandoening meer en meer afhankelijk wordt van anderen om hem heen. Het leven van de hoofdpersoon is nog maar weinig actief. Zittend op een veranda mijmert hij over zijn herinneringen en de vergankelijkheid van het leven. Dit terwijl hij bespied wordt door een man die zijn dubbelganger kan zijn.
Het boek is in hardcover uitvoering gepubliceerd en telt 102 pagina's. Naast dit boek heeft Sam Shepard nog meer dan vijftig toneelstukken en zeven prozawerken geschreven.

## Trivia
- Bespieder van de Eerste Persoon is het eerste naar het Nederlands vertaalde boek van Sam Shepard sinds 1984.
- Hoewel er een sterk vermoeden is dat de aandoening van de man in het boek ALS is, wordt dit nergens in het boek genoemd.
- In Nederland is Shepard vooral bekend geworden als acteur.
- Patti Smith heeft Spy of the First Person geciteerd in een ode aan haar toen recentelijk overleden vriend Sam Shepard.[1]
- Patti Smith heeft recent Year of the Monkey uitgebracht. Daarin wordt The One Inside van Sam Shepard ook benoemd.